# Анна Алусиан
Анна Алусиан е дъщеря на Алусиан и първа съпруга на подигнатия във византийски император постфактум – Роман IV Диоген. 
Майка на Константин Диоген и баба на Анна Диогениса, а посредством внучката си и на византийските управители на сръбските земи до възкачването на династията на Неманичите.
Правнучките ѝ са сродени с династиите на Арпадите и Пршемисловци.